# Boniak
Boniak, Bonyak, Bonyaq ou Maniak (en russe/ukrainien : Боняк ; fl. 1096–1107) est un khan polovtse de la fin du XIe siècle et du début du XIIe siècle. Il était surnommé « prédateur galeux (ou teigneux) » (шелудивым хищником) dans les chroniques russes en raison des fréquentes incursions qu'il fit dans la Russie kiévienne.

## Histoire
Boniak apparaît pour la première fois dans les chroniques en 1091 sous le nom de Maniak. Avec un autre chef polovtse, Tougorkan, il participe à la bataille de Levounion en tant qu'allié de l'empereur byzantin Alexis Ier Comnène, en guerre contre les Petchénègues.
En 1096, profitant des dissensions entre les princes russes, Boniak attaque Kiev, pille le monastère de Kiev-Pechersk et brûle à Berestove (en) la résidence d'été des princes russes, pendant que d'autres hordes polovtses dirigées par Kourya ravageaient le pays de Pereïaslavl.
Peu après, il s'immisce dans les querelles russes et soutient le prince David Igorovitch, alors en conflit avec Sviatopolk II. Ce dernier demande l'aide du roi de Hongrie Coloman qui, en 1099, intervient en Russie avec des troupes. Boniak et David marchèrent alors contre les Hongrois. Selon le chroniqueur russe Nestor, « Pendant leur route, ils s'arrêtèrent pour passer la nuit. À minuit, Boniak se leva, quitta l'armée et se mit à hurler comme un loup. Un loup lui répondit et beaucoup de loups se mirent à hurler. Boniak revint alors et dit à David : « Demain nous vaincrons les Hongrois ». Le lendemain, Boniak rangea son armée en bataille. David avait cent hommes, Boniak trois cents ; il les divisa en trois colonnes et marcha contre les Hongrois ». L'armée hongroise, composée de huit mille hommes selon Nestor se mit en ordre de bataille en divers corps. Dirigé par Altounopa , un compagnon de Boniak, un corps de cavaliers polovtses attaqua en premier avant de fuir tactiquement devant les Hongrois qui se mirent à les poursuivre. Boniak attaqua les Hongrois par derrière tandis qu'Altounopa se retourna et ils ne permirent pas aux Hongrois de battre en retraite. Boniak divisa son armée en plusieurs parties, et il serra les Hongrois en une masse compacte, « comme un faucon s'abattant sur les choucas ». Les Hongrois furent massacrés. Ceux qui parvinrent à fuir se noyèrent dans la Wiar (en), d'autres dans le San. En fuyant le long du San, harcelés pendant deux jours par les archers montés polovtses, ils continuaient à se faire massacrer. Nestor dit que les Hongrois perdirent quatre mille hommes.
En 1105, Nestor signale un conflit entre Boniak et deux peuples turcs, les « Torks et les Berenditches », dans lequel il sortit vainqueur.
Il mène en 1107 une expédition à Pereïaslavl pour enlever des chevaux puis, en compagnie du chef polovtse Sharukan, assiège Loubny. Le Grand-prince de Kiev Sviatopolk II, accompagné de plusieurs autres princes russes dont Oleg Sviatoslavitch et Vladimir Vsevolodovitch, marcha alors contre Boniak et Sharukan avec de nombreuses troupes. Selon Nestor, « Les Polovtses furent épouvantés, et dans leur effroi, ils ne purent même déployer leurs étendards, mais ils s'enfuirent, les uns se cramponnant à leurs chevaux, les autres à pied. ». Les Russes se mirent à les poursuivre en les massacrant et tuèrent Taz, le frère de Boniak.
Boniak sort de l'histoire à ce moment. Il a un fils connu, Sevinch († 1151) qui fit également la guerre à la Russie et cherchait, selon les annales russes, à planter son épée dans la Porte dorée de Kiev, comme son père l'avait fait en 1096.

## Sources primaires
- Nestor, Chronique des temps passés